# KFC Brasschaat
Maillots
Dernière mise à jour : 3 août 2017.
Le Koninklijke Football Club Brasschaat est un club de football belge, localisé à Brasschaat, au nord d'Anvers. Le club est fondé en 1911 sous le nom de Sint-Mariaburg Athletic Club, et change plusieurs fois de nom jusqu'en 1977. Porteur du matricule 228, il joue durant 17 saisons dans les séries nationales, dont 5 en Division 3. Il évolue en deuxième provinciale lors de la saison 2017-2018.

## Histoire
Le club est fondé en 1911 dans le quartier de Sint-Mariaburg, au nord de la métropole anversoise, sous le nom de Sint-Mariaburg Athletic Club. Il s'affilie ensuite à l'Union belge de football, et est versé dans les séries régionales. Il participe au tour préliminaire de la Coupe de Belgique 1913-1914, dont il est éliminé d'entrée. En décembre 1926, le club reçoit le matricule 228. Après une fusion avec un autre club anversois, l'Amical Sporting Club, le club change son appellation officielle en Athletic Club Amical Club Sint-Mariaburg le 10 juillet 1929.
Le club est reconnu « Société Royale » le 2 février 1937, et ajout le suffixe Koninklijke à son nom. Quatre ans plus tard, le 1er août 1941, il change à nouveau de nom pour devenir le Koninklijke Athletic Klub Verbroedering Sint-Mariaburg. Au sortir de la Seconde Guerre mondiale, un nouveau changement d'appellation est effectué, et le club devient le Koninklijke Amical Club en Verbroedering Brasschaat. C'est sous ce nom qu'il rejoint pour la première fois la Promotion, quatrième et dernier niveau national, en 1957.
Pour ses débuts en nationales, Brasschaat s'installe d'emblée dans le haut du classement, et finit la saison à la troisième place. Il répète cette performance la saison suivante, puis chute petit à petit les saisons suivantes, terminant quatrième, septième et huitième. À partir de la saison 1962-1963, le club reprend sa place au sommet, et termine vice-champion de sa série, de même que l'année suivante. Enfin, en 1965, le club décroche le titre dans sa série, et est de fait promu pour la première fois de son Histoire en Division 3. 
Le club reste cinq saisons en troisième division, avec comme meilleur résultat une septième place en 1968. Dernier de sa série en 1970, le club est relégué vers la Promotion. Un an plus tard, il subit une seconde relégation consécutive et est renvoyé vers les séries provinciales, après 14 saisons disputées en nationales. Le club revient en Promotion en 1975, mais la quitte trois ans plus tard. En 1977, le club adopte son appellation actuelle, Koninklijke Football Club Brasschaat, avec laquelle il n'a disputé qu'une seule saison au niveau national.
Jusqu'en 1991, le club fait l'ascenseur entre la première et la deuxième provinciale anversoise. Depuis, il évolue entre la deuxième et la troisième provinciale.

## Résultats dans les divisions nationales
Statistiques mises à jour le 21 juin 2013

### Palmarès
- 1 fois champion de Promotion en 1965.

### Bilan
| Niv | Divisions     | Jouées | Titres | TM Up | TM Down |
| --- | ------------- | ------ | ------ | ----- | ------- |
| I   | 1re nationale | 0      | 0      |       |         |
| II  | 2e nationale  | 0      | 0      |       |         |
| III | 3e nationale  | 5      | 0      |       |         |
| IV  | 4e nationale  | 12     | 1      |       |         |
| V   | 5e nationale  | 0      | 0      |       |         |
|     |               |        |        |       |         |
|     | TOTAUX        | 17     | 1      | 0     | 0       |

- TM Up : test-match pour départager des égalités, ou toutes formes de Barrages ou de Tour final pour une montée éventuelle.
- TM Down : test-match pour départager des égalités, ou toutes formes de Barrages ou de Tour final pour le maintien.

### Classements saison par saison
| Ordre               | Saison  | Nom du club       | Niveau             | Classement final | Remarques           |
| ------------------- | ------- | ----------------- | ------------------ | ---------------- | ------------------- |
| 1                   | 1957-58 | K. ACV Brasschaat | Promotion série A  | 3e/16            |                     |
| 2                   | 1958-59 | K. ACV Brasschaat | Promotion série C  | 3e/16            |                     |
| 3                   | 1959-60 | K. ACV Brasschaat | Promotion série D  | 4e/16            |                     |
| 4                   | 1960-61 | K. ACV Brasschaat | Promotion série D  | 7e/16            |                     |
| 5                   | 1961-62 | K. ACV Brasschaat | Promotion série C  | 8e/16            |                     |
| 6                   | 1962-63 | K. ACV Brasschaat | Promotion série B  | 2e/16            |                     |
| 7                   | 1963-64 | K. ACV Brasschaat | Promotion série C  | 2e/16            |                     |
| 8                   | 1964-65 | K. ACV Brasschaat | Promotion série C  | 1er/16           | Champion et promu ! |
| 9                   | 1965-66 | K. ACV Brasschaat | Division 3 série A | 11e/16           |                     |
| 10                  | 1966-67 | K. ACV Brasschaat | Division 3 série B | 11e/16           |                     |
| 11                  | 1967-68 | K. ACV Brasschaat | Division 3 série A | 7e/16            |                     |
| 12                  | 1968-69 | K. ACV Brasschaat | Division 3 série A | 14e/16           |                     |
| 13                  | 1969-70 | K. ACV Brasschaat | Division 3 série B | 16e/16           | Relégué !           |
| 14                  | 1970-71 | K. ACV Brasschaat | Promotion série B  | 14e/16           | Relégué !           |
| séries provinciales |         |                   |                    |                  |                     |
| 15                  | 1975-76 | K. ACV Brasschaat | Promotion série C  | 12e/16           |                     |
| 16                  | 1976-77 | K. ACV Brasschaat | Promotion série B  | 11e/16           |                     |
| 17                  | 1977-78 | K. FC Brasschaat  | Promotion série D  | 16e/16           | Relégué !           |
| séries provinciales |         |                   |                    |                  |                     |

### Sources et liens externes
- (nl) « Fiche de l'équipe », sur Belgian Soccer Database
- (nl) Site officiel du K. FC Brasschaat